# Песните на Малдорор
Песните на Ма́лдорор (на френски: Les Chants de Maldoror) е сборник от поеми в проза на френския поет Изидор Люсиен Дюкас с псевдоним Лотреамон. Той е написан и публикуван между 1868 и 1869 година. Творбата се отнася до мизантропния, мизотеистичен характер на Малдорор, който е фигура на злото, отрекла се от конвенционалния морал. С този сборник, авторът става един от предшествениците на сюрреализма.
Макар при първоначалното си публикуване Малдорор да е неясен, по-късно в началото на XX век, той е преоткрит и защитен от сюрреалистичните художници. Произведението, изпълнено с насилствени, трансгресивни и абсурдни теми, има много общо с голяма част от сюрреалистичната продукция, по-специално с Луи Арагон, Андре Бретон, Салвадор Дали, Ман Рей и Филип Супо, които са силно повлияни от сборника. А самият сборник се повлиява от по-ранната готическа литература от периода, включително Манфред на лорд Байрон и Скитникът Мелмот на Чарлз Матурин.

## Структура и теми
„Песните на Малдорор“ е произведение, разделено на шест части или песнопения. Тези части са разделени общо на 16 глави. Първа част се състои от 14 глави, втора част – от 16 глави, трета част – от 5 глави, четвърта част – от 8 глави, пета част – от 7 глави и шеста част – от 10 глави. Повечето глави се състоят от един дълъг абзац. Често в текста се използват много дълги, нестандартни и объркващи изречения, които заедно с дългите неразделени абзаци могат да предполагат поток от мисли или автоматично писане (спонтанно писане без цензура на мислите). В хода на творбата, разказвачът е от първо лица, но в някои части се използва разказ от трето лице. Основният герой е Малдорор, който е фигура на злото. В някои части е пряко замесен в събитията на главата, а в други гледа от разстояние. В зависимост от контекста може да се приеме, че разказвачът от първо лице е Малдорор, но не винаги. Объркването между разказвач и герой предполага ненадежден разказвач.
Няколко от частите започват с отворени глави, в които разказвачът се обръща директно към читателя, подиграва го или просто разказва творбата до момента. Например, начален пасаж предупреждава читателя да не продължава:
„Не е редно всеки да чете следващите страници; само малцина ще могат да се насладят безнаказано на този горчив плод. Следователно, свивайки душа, обърнете се на пети и се върнете, преди да проникнете по-нататък в такива неизследвани, опасни пустоши. " – Малдорор, част I, глава 1.
Освен тези сегменти в началото, обикновено всяка глава е представена като отделен, изолиран епизод, който в началото изглежда няма пряка връзка с останалия материал. Като пример, в една от главите се говори за погребална процесия, която отвежда момче до гроба му и го погребва, а Малдорор е осъден от служителя. В следващата глава историята рязко се променя. Става въпрос за спящ мъж, привидно Малдорор, който многократно бива хапан от тарантула, която всяка вечер излиза от ъгъла на стаята му. Друг пример може да се даде с главата, в която разказвача среща гигантски блестящ червей, който му заповядва да убие жена, символизираща проституцията. Разказвачът решава да не го слуша и напук на заповедта, хвърля голям камък върху него и го убива.
„Блестящият червей към мен: „Ти, вземи камък и я убий“. 'Защо?' Попитах. И той ми каза: „Внимавай, пази се в безопасността си, защото ти си по-слаб, а аз по-силен. Казва се Проституция.“ Със сълзи на очи и сърце, изпълнено с гняв, почувствах непозната сила да се надига в мен. Хванах грамаден камък, след много опити успях да го вдигна до гърдите си. След това с ръце, сложих го на раменете си. Изкачих планината, докато стигнах върха: оттам хвърлих камъка върху блестящия червей, смачквайки го. – Малдорор, част I, глава 7.
С напредването на творбата обаче сред епизодите се появяват някои общи теми. По-специално, има постоянни изображения на много видове животни, понякога използвани в сравнения. Например, в един случай Малдорор копулира с акула, като всеки се възхищава на насилствения характер на другия, докато в друг разказвачът има приятен сън, че е свиня. Тези животни са похвалени именно за тяхната нечовечност, която отговаря на ненавистния човешки тон на произведението:
"Плувецът вече е в присъствието на спасената от него женска акула. Те се гледат в очите в продължение на няколко минути, като всеки изумен открива такава свирепост в очите на другия. Те плуват наоколо, като не се изпускат от поглед и всеки си казва: „Направил съм грешка; тук има още едно зло като мен. След това с общо съгласие те се плъзгат един към друг под вода, женската акула използва перките си, Малдорор цепи вълните с ръце; и те задържат дъха си с дълбока почит, всеки желаещ да погледне за първи път към другия, своя жив портрет. Когато са на три ярда един от друг, те изведнъж и спонтанно се нахвърлят един върху друг като двама влюбени и се прегръщат с достойнство и благодарност, притискайки се нежно като брат и сестра. Плътското желание следва тази демонстрация на приятелство." – Малдорор, част II, глава 13.
„Сънувах, че съм влязъл в тялото на свиня, че не мога лесно да се измъкна отново и че потъвам в най-мръсната слуз. Това беше ли някаква награда? Моето най-скъпо желание беше изпълнено; Вече не принадлежах на човечеството.“ – Малдорор, част IV, глава 6.
Друга повтаряща се тема сред някои от главите е дихотомията град-село. Някои епизоди се разиграват в град, докато други се случват на пуст бряг, само с няколко участници. Съпоставянето на модерните градски сцени и крайбрежните сцени на селските райони може би са вдъхновени от времето на Дюкас в Париж и Монтевидео. Други широко разпространени теми включват хомосексуалност, богохулство и насилствени престъпления, често насочени срещу деца.
Шестата и последна част на Малдорор използва определена промяна в стила, като същевременно запазва повечето от вече разработените теми. Последната част (по-специално последните осем глави), замислена като „малък роман“, който пародира формите на роман от XIX век, представя линейна история, използваща по-прост език. В него ученик на име Мервин се завръща у дома при заможното си семейство в Париж, без да знае, че Малдорор го е преследвал. Малдорор пише любовно писмо на Мервин с молба да се срещнат, а Мервин отговаря и приема. След срещата им, Малдорор насилствено вкарва Мервин в чувал и бие тялото му в стената на мост, като в крайна сметка хвърля чувала върху купола на Пантеона. Този последен, насилствен епизод е интерпретиран като убийство на традиционната нова форма, в полза на експерименталното писане на Малдорор.

## Влияние
Сборникът „Песните на Малдорор“ се счита, че е оказал голямо влияние върху френския символизъм, дадаизъм и сюрреализма; Изданията на книгата са илюстрирани от Одилон Редон, Салвадор Дали и Рене Магрит.
Известно е, че италианският художник Амедео Модилиани съхранява копие от Малдорор, докато пътува в Монпарнас, като понякога цитира от него.
Литературната творба на Уника Цюрн – „Човекът от жасмин“ е повлияна от Малдорор. По същия начин и Уилям Т. Волман е повлиян от работата.
Малдорор е последван от „Стихове“, другият малък оцелял сборник на Дюкас, кратко произведение на литературната критика или поетика. За разлика от Малдорор, „Стихове“ има далеч по-положителен и хуманистичен тон и затова може се тълкува като отговор на първия.
Театрална адаптация, озаглавена „Малдорор“, е продуцирана от експерименталния театрален клуб La MaMa и театър Mickery в Амстердам и изпълнена от експерименталната театрална компания Camera Obscura в La MaMa в Ню Йорк през 1974 г. Текстът за постановката е написан от Camera Obscura и Andy Wolk, с дизайн и режисура от Franz Marijnen.
„Малдорор“ също е бил на турне в Европа през 1974 г.
Исидор Люсиен Дюкас признава, че е вдъхновен от Адам Мицкевич и формата на „Великата импровизация“.
|  | Тази страница частично или изцяло представлява превод на страницата Les Chants de Maldoror в Уикипедия на английски. Оригиналният текст, както и този превод, са защитени от Лиценза „Криейтив Комънс – Признание – Споделяне на споделеното“, а за съдържание, създадено преди юни 2009 година – от Лиценза за свободна документация на ГНУ. Прегледайте историята на редакциите на оригиналната страница, както и на преводната страница, за да видите списъка на съавторите. ВАЖНО: Този шаблон се отнася единствено до авторските права върху съдържанието на статията. Добавянето му не отменя изискването да се посочват конкретни източници на твърденията, които да бъдат благонадеждни. |